# Parepistenia
Parepistenia är ett släkte av steklar. Parepistenia ingår i familjen puppglanssteklar.
Kladogram enligt Catalogue of Life:
| Parepistenia | \| \| Parepistenia miripes \| \| \| \| \| \| Parepistenia speciosissima \| \| \| \| \| \| Parepistenia varicornis \| \| \| \| |
|              | \| \| Parepistenia miripes \| \| \| \| \| \| Parepistenia speciosissima \| \| \| \| \| \| Parepistenia varicornis \| \| \| \| |
|              | Parepistenia miripes |
|              | |
|              | Parepistenia speciosissima |
|              | |
|              | Parepistenia varicornis |
|              | |